# Stowarzyszenie Kobiet Samozatrudnionych
Stowarzyszenie Kobiet Samozatrudnionych (ang. Self Employed Women's Association, SEWA) – indyjski związek zawodowy zrzeszający samozatrudnione kobiety o niskich dochodach oraz promujący prawa kobiet.

## Cel
Głównym celem SEWA jest organizowanie pracujących kobiet w celu ich pełnego zatrudnienia i samodzielności. Ma na celu ograniczenie zatrudnienia zmarginalizowanych, biednych kobiet w szarej strefie i wyciągnięcie ich z ubóstwa. Członkinie związku otrzymują m.in. możliwość opieki nad swoimi dziećmi i osobami starszymi, podczas gdy same mogą generować dochody dla rodziny. Ponadto produkują tanie towary na rynek krajowy i globalny. W ten sposób umożliwiają osobom o niskich dochodach zakup tanich produktów i usług.

## Historia
SEWA została założona w 1972 przez prawniczkę prawa pracy i spółdzielczynię Elę Bhatt. Organizacja powstała na bazie Kobiecego Skrzydła Stowarzyszenia Pracy Przemysłu Tekstylnego (TLA), związku zawodowego założonego przez Mahatme Gandhiego w 1918. Organizacja rozrosła się bardzo szybko: w 1996 liczyła 30 000 członkiń, w 2000 318 527, w 2013 1 919 676, a w 2024 prawie 2 900 000. Jeszcze przed kryzysem finansowym w 2008 ponad 90% pracującej ludności Indii pracowało w sektorze nieformalnym, przy czym wśród kobiet wskaźnik ten wynosił 94% w 2009. Historia Indii i patriarchalny system również przyczyniają się do tej dysproporcji, ponieważ tradycyjne role płciowe wykluczają kobiety z regularnych, bezpiecznych form pracy.
SEWA była jedną z 10 organizacji związkowych, które odpowiadały za zorganizowanie 26 listopada 2020 strajku generalnego w Indiach. Był to prawdopodobnie największym w historii ludzkości strajk, biorąc pod uwagę ilość uczestników, których liczbę oszacowano na ponad 250 000 000.